# (35322) 1997 CX16
1997 سي أكس 16 (ويعرف أيضًا باسم (35322) 1997 سي أكس 16 وفق تسمية الكوكب الصغير) (بالإنجليزية: 1997 CX16)‏ هو كويكب ضمن حزام الكويكبات؛ وترتيبه 35322 من حيث الاكتشاف.
اكتُشف هذا الجُرم الفلكي بواسطة ناوتو ساتو في 6 فبراير 1997.

## وصلات خارجية
- (35322) 1997 CX16 في قاعدة بيانات مختبر الدفع النفاث لأجرام النظام الشمسي الصغيرة

- الاكتشاف · مخطط المدار ·  العناصر المدارية · المعلمات المادية

- (35322) 1997 CX16 على موقع ويكي سكاي: DSS2, SDSS, GALEX, IRAS, Hydrogen α, X-Ray, Astrophoto, Sky Map, Articles and images